# Székelytelek
Székelytelek (románul Sititelec) falu Romániában, a Partiumban, Bihar megyében.

## Fekvése
Nagyváradtól délre, a Király-erdő nyúlványai alatt, Biharsályi, Nyárszeg és Biharhosszúaszó közt fekvő település.

## Története
A falu nevét már 1213-ban említette oklevél Scecul alakban.
1291-ben Zekulteluk, 1415-ben Zekeltelek, 1808-ban Székelytelek néven írták.
A település első lakói valószínűleg a magyarok székely törzséből valók lehettek.
A falu a tatárjárás alatt elnéptelenedett, de a 13. század végére újranépesült, ekkor kaphatta neve után a „-telek” toldalékot.
1332-ben már egyháza is volt, papja ekkor 6 garas pápai tizedet fizetett. A nagyváradi 1. sz. káptalan birtoka volt.
1851-ben Fényes Elek írta a településről: "Szityityelek falu, Bihar vármegyében, 519 óhitű, 170 görögkatolikus, 8 ágostai, 2 zsidó lakossal, 2 anyatemplommal. Határa 2000 hold. Bírja a váradi deák káptalan."
1910-ben 1246 lakosából 53 magyar, 1152 román volt. Ebből 289 görögkatolikus, 17 református, 17 evangélikus, 883 görögkeleti ortodox volt.
A  trianoni békeszerződés előtt Bihar vármegye Tenkei járásához tartozott.

### Babonya
Az Árpád-korban Székelytelektől északkeletre feküdt Babonya település is, melyet 1800-ban pr. Babonya, Babostyatanya néven említettek az oklevelek.
Nevét 1291-ben említette először oklevél Babana alakban.
1300-ban Babuna, 1319-ben Babana, 1325-ben Babonya néven írták.
1325-ben Babonya a Katapán nemzetséghez tartozó Gergely ispán birtoka volt.
Gergely ispánt 1291-ben a Zaránd vármegyei Köbli birtokosának írták.
1300-ban szőlőt művelt Váradon és Méhes falut kapta megőrzésre.
1306-ban Gergely ispán választott bíró volt Kopasz nádor és a Szeriek perében.
1319-ben Gergely már nem élt, özvegyeként Pál bán leányát említették. Gergely gyermekei közül leánya 1325-ben volt említve, mint Kárászi Sándor özvegye. István pedig a csanádi Semlek mester serviense volt.

## Nevezetességek
- Görögkatolikus temploma 1816-ban épült.
- Görögkeleti temploma a 18. század közepe körül épült.